# Língua calapalo
Calapalo (brasílico kalapalo) é uma língua caribana falada pelos calapalos do Parque Indígena do Xingu, no estado brasileiro de Mato Grosso.

## Vocabulário
Nomes de animais em Calapalo (Cunha 1960: 277-292):
| Português         | Calapalo            |
| ----------------- | ------------------- |
| anta              | diáli               |
| ariranha          | táro                |
| capivara          | vacúriza            |
| cervo             | assá-cuéro          |
| caititu           | ato                 |
| macaco            | cadiú               |
| macaco cuatá      | cavúgo              |
| onça              | quére               |
| preá              | acúre               |
| paca              | rênari              |
| porco-do-mato     | áto, atuvuêro       |
| rato              | umbé                |
| tatu              | carútava            |
| veado             | arátara, assã       |
| avestruz          | tó                  |
| arara             | tavítse             |
| bem-te-vi         | hí-ti-vi            |
| beija-flor        | tolungu             |
| colhereiro        | carúto              |
| coruja            | apuchuá             |
| corvo             | cúari               |
| gavião-real       | locuêro             |
| gavião médio      | acútso              |
| galo              | itçú                |
| galinha           | cuacãra             |
| gavião pequeno    | tolocuero           |
| garça             | urízo               |
| gaivota           | curísoca            |
| jaó               | acã                 |
| jacu              | tuála               |
| jaburu            | acára               |
| jacutinga         | tuála               |
| martim-pescador   | caçaquero           |
| macuco            | ponózo              |
| maracanã          | tidiuquéra          |
| marrecão          | anagãa              |
| mutum             | cussú               |
| mutum-de-castanha | pãnhe               |
| papagaio          | cuáco               |
| pato              | covôngo             |
| periquito         | ninhô, curitse, tio |
| perdiz            | itivi               |
| pomba             | táva                |
| passarinho        | tolonguro           |
| quero-quero       | téru-téru           |
| saracura          | cótoro              |
| socó              | aritanhôa           |
| seriema           | frári               |
| tucano            | cávoca              |
| urutau            | quaquáro            |
| arraia            | maé, tivári         |
| barbado           | cadiarima           |
| bicuda            | dioví               |
| cachorra          | ávi                 |
| cascudo           | varáru              |
| grumatá           | quátari             |
| jaú               | canaquero           |
| jaraqui           | dianápa             |
| lambari           | tavúri              |
| piranha           | vênhi               |
| pintado           | trúvi               |
| pacu              | uquívari            |
| poraquê           | anhãmo              |
| traíra            | vézoco              |
| tucunaré          | savúndo             |
| trairão           | tânhe               |
| cobra             | êque                |
| camalhão          | ônho                |
| jacaré            | távinha             |
| jibóia            | quecuero            |
| lagarto           | uvíti               |
| lagartixa         | áruta               |
| lagartixa pequena | tamúci              |
| sucuri            | ocóto               |
| sapo              | carívuro            |
| tracajá           | vicútava            |
| aranha            | zóti                |
| abelha            | acúzo               |
| borboleta         | vótoto              |
| besouro grande    | mimútse             |
| cascudo           | feúluri             |
| carrapato         | carínheque          |
| cigarra           | cátaro              |
| formigão          | zigue               |
| formiga           | cráque              |
| gafanhoto         | inhô-toto           |
| marimbondo        | ocõn                |
| muriçoca          | táque               |
| mosquito          | núgue               |
| mosca             | arúa                |
| piolho            | háu                 |
| pulga             | ânro                |